# Benedict Gross
Benedict Hyman Gross (* 22. Juni 1950 in South Orange, New Jersey) ist ein US-amerikanischer Mathematiker, der in arithmetischer algebraischer Geometrie und Zahlentheorie arbeitet.
Gross studierte in Harvard (Bachelor 1971) und mit einem Marshall-Stipendium in Oxford (Master 1974) und promovierte 1978 in Harvard bei John T. Tate. 1978 bis 1982 war er Assistenzprofessor in Princeton (1980 Maitre des Conferences an der Universität von Paris VII.), 1982 bis 1985 Assistenzprofessor an der Brown University.
Seit 1985 ist er Professor in Harvard, wo er von 2003 bis 2007 Dean des Harvard Colleges war.
Gross ist vor allem für seine Arbeit mit Don Zagier aus den 1980er Jahren über die L-Funktionen elliptischer Kurven und die damit verbundene Lösung des allgemeinen Gauß-Klassenzahlproblems bekannt.
1992 wurde er in die American Academy of Arts and Sciences gewählt, 2004 in die National Academy of Sciences der USA, 2017 in die American Philosophical Society. 1987 erhielt er den Colepreis in Zahlentheorie. 1980 bis 1983 war er Sloan Research Fellow, 1986 bis 1991 MacArthur Fellow. 1986 war er Gastredner auf dem Internationalen Mathematikerkongress in Berkeley (Heights and L-series). 2019 hält er die Colloquium Lectures der American Mathematical Society (AMS), deren Fellow er ist.
Zu seinen Doktoranden zählen Henri Darmon, Dipendra Prasad, Wee Teck Gan und Noam Elkies.